# Christian Corrêa Dionisio
Christian Corrêa Dionisio, brazilski nogometaš, * 23. april 1975.
Za brazilsko reprezentanco je odigral 11 uradnih tekem.